# Xmarks
Xmarks war eine Softwareerweiterung für verschiedene Webbrowser des US-amerikanischen Unternehmens LastPass. Sie ermöglichte es, persönliche Webbrowser-Einstellungen zentral und einheitlich über das Internet zu verwalten, auch wenn diese von verschiedenen Computersystemen stammen.
Eine Alternative ist zum Beispiel das FOSS-Browser-Plugin xBrowserSync.

## Geschichte
Die Firma wurde 2006 von Mitch Kapor unter dem Namen Foxmarks in San Francisco gegründet. Sie firmierte später in Xmarks um.
Am 27. September 2010 kündigte das Unternehmen an, seinen Synchronisationsdienst zum 10. Januar 2011 einzustellen. Anfang November 2010 verkündete Xmarks, dass es mehrere interessierte Investoren gibt, welche den Dienst fortführen wollen. Im Dezember 2010 wurde Xmarks von der Firma LastPass übernommen.
LastPass stellte Xmarks am 1. Mai 2018 ein.

## Funktionen
Die Software bot die Möglichkeit, Lesezeichen von Webbrowsern auf firmeneigenen Servern zentral zu speichern und zu verwalten. Der Benutzer konnte Lesezeichen, Passwörter, die eigene Chronik und die Liste offene Tabs synchronisieren. Die Software wurde für die Webbrowser Firefox ab Version 3,  Chrome, den Internet Explorer ab Version 7 sowie Safari ab Version 3 auf dem Betriebssystem Mac OS angeboten. Für die beiden letztgenannten galten Einschränkungen.